# 张德铨
张德铨（1936年9月—），男，天津人，中华人民共和国政治人物，曾任天津市人民检察院检察长，天津市政协副主席。